# من خواننده باشگاه هستم
 «من خواننده‌ی کلوپ هستم» آلبومی از هنرمند اهل رومانی اینا است که در سال ۲۰۱۱ میلادی منتشر شد.